# Гаряча лінія Вашингтон — Москва

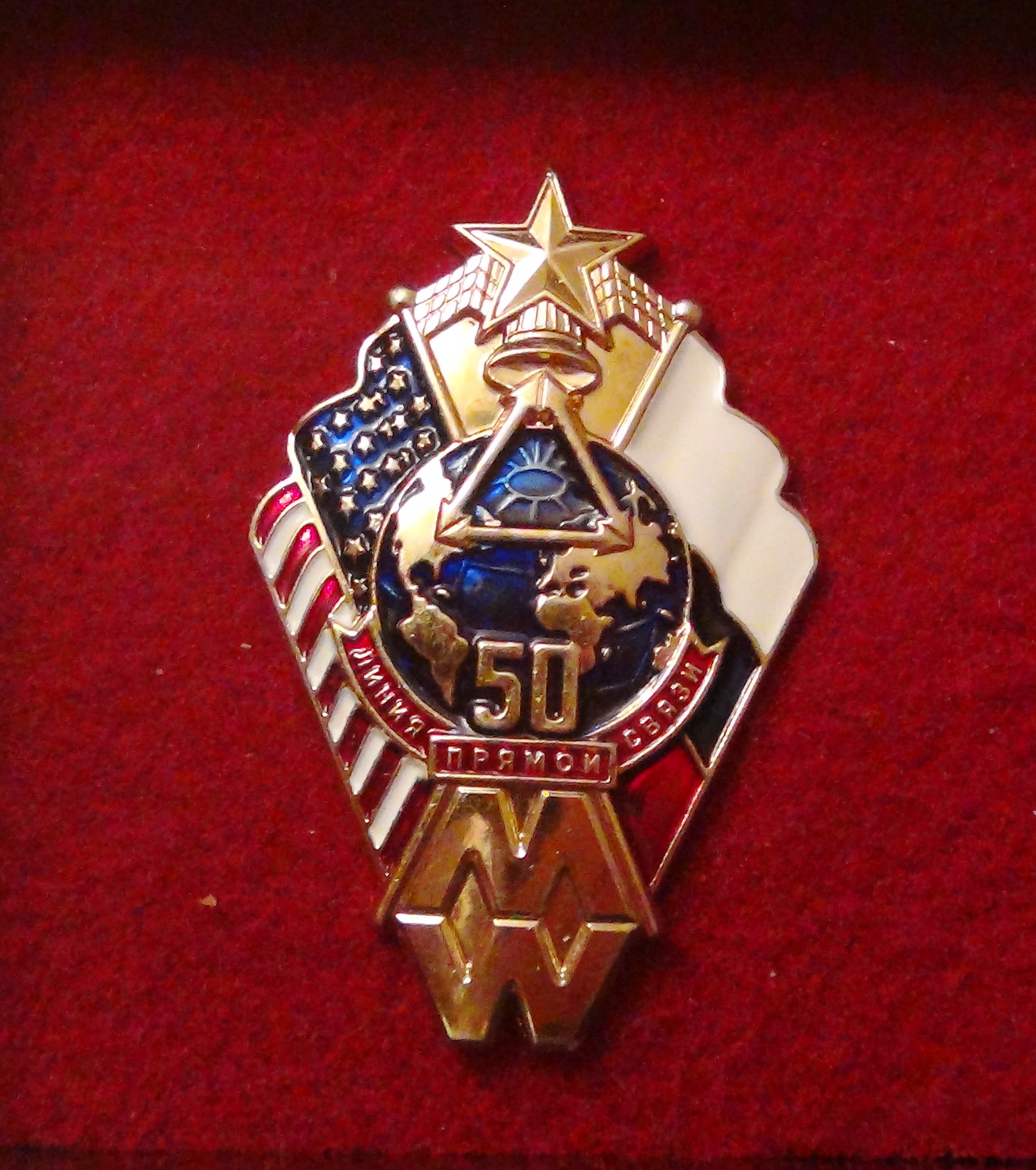
50 років на прямому зв'язку. 2013

«Гаряча лінія» Вашингтон — Москва — лінія прямого зв'язку між президентом США і керівництвом СРСР.
Була створена в 1963 році після Карибської кризи для екстреного зв'язку в ході Холодної війни двома потенційно небезпечними державами тих часів, СРСР і США. Під час Карибської кризи американцям знадобилося цілих 12 годин на дешифрування послання Микити Хрущова Джону Кеннеді з 3000 слів. У зв'язку з цим 20 червня 1963 року в Женеві було підписано меморандум про взаєморозуміння, що передбачає створення прямої лінії зв'язку між керівниками наддержав.

## Технологія
Всупереч поширеній назві, «пряма телефонна» лінія зв'язку не є на «прямою», так як проходила через треті країни за маршрутом Вашингтон-Лондон-Копенгаген-Стокгольм-Гельсінкі-Москва (і тільки з 1978 року через міжнародні супутникові системи), не «телефонної» — обмін повідомленнями відбувається лише у текстовому вигляді, а не за допомогою голосу (і зараз сучасні лідери країн розмовляють лише при особистих зустрічах, а гарячою лінією користуються все так же письмово. З Москви до Вашингтона тексти йдуть російською мовою, з Вашингтона в Москву — англійською; переклад кожна сторона робить самостійно).
Спочатку повідомлення передавалися за допомогою телетайпа. Згодом, на початку 1970-х років, вже при Леоніді Брежнєві, телетайпні машинки були замінені на справжній телефон. Але і тоді глави держав не могли говорити по телефону: з самого початку сторони домовилися, що обмін по «гарячій лінії» буде тільки в письмовій формі, що зменшить ризик невірного перекладу і дасть час для осмислення інформації. З появою супутникового зв'язку почалася модернізація «гарячої лінії», і в 1978 році вона стала каналом космічного зв'язку, отримавши назву «Прямої лінії зв'язку» (Direct Communications Link або DCL). За реалізацію американської частини комплексу супутникового зв'язку відповідало Управління зв'язку Армії США на військовій базі Форт-Уачука, Аризона. Використовувана американською стороною комерційна підсистема зв'язку з одного боку і радянська підсистема з іншого (INTELSAT і «Блискавка» відповідно) були пов'язані і в разі виходу з ладу або несправності однієї з них, друга продовжувала прийом-передачу і забезпечувала безперебійний зв'язок. Американські повідомлення передавалися в СРСР англійською мовою із застосуванням латиниці, назад надходили повідомлення російською мовою із застосуванням кириличного алфавіту в його радянському варіанті. З введенням супутникової лінії зв'язку кабельна не зникла відразу ж, дві лінії зв'язку доповнювали один одного.
Нововведенням 1986 року став початок використання факсимільного зв'язку. Цей вид зв'язку є основним і зараз: він дозволяє керівникам обох країн швидко обмінюватися великим обсягом інформації, в тому числі і графічної — у вигляді оперативних карт, діаграм і таблиць.
Для контролю справності цієї лінії по ній постійно, цілодобово, передаються твори літературних класиків.

## Обслуговування

### США
Американська частина програмно-апаратного комплексу засобів кабельної лінії зв'язку обслуговувалася за контрактом компанією American Cable and Radio Corporation, замовником виступало Агентство військового зв'язку, у підпорядкуванні якого перебували зазначені кошти. Цілодобову дуплексну наземну лінію телеграфного зв'язку і кабельну мережу з засекречуючої апаратурою обслуговував філія International Telephone & Telegraph (ITT). Телеграфні сигнали друкувалися стандартним стрічковим перфоратором і зчитувалися з безперервної перфострічки зі швидкістю розпізнавання 66 слів за хвилину. З введенням космічної системи зв'язку американську частину обслуговував один супутник комерційної мережі INTELSAT, виведений на геостаціонарну орбіту на висоті 35895 км (22304 миль) над Атлантикою в районі екватора. Об'єкти наземної інфраструктури зв'язку INTELSAT розташовувалися: 1) головна — у Львові (УРСР) і 2) допоміжна — в Москві (РРФСР). Об'єкти наземної інфраструктури зв'язку в континентальних штатах розташовувалися в: 1) Форт-Детрік, Меріленд (станції зв'язку з 18-метровими антенами були побудовані корпорацією Harris на замовлення Агентства супутникового зв'язку Армії США), обслуговувався військовими зв'язківцями; 2) Етам, Західна Віржинія, обслуговувався корпорацією COMSAT. За забезпечення контуру прямої лінії зв'язку відповідала все та ж ITT World Communications, Inc., яка до всього іншого спроектувала і виготовила обладнання терміналу зв'язку для Львівської станції наземного зв'язку.

### СРСР/Росія
Радянську частину космічної системи зв'язку обслуговували супутники системи «Блискавка». В системі «Блискавка» в космічному просторі працювало чотири супутники, виведених на високу еліптичну орбіту. Об'єкти наземної інфраструктури зв'язку в підпорядкуванні радянського уряду розташовувалися в Підмосков'ї і обслуговувалися підлеглими йому структурами.

## Відомі випадки використання
Діловодство при обслуговуванні лінії зв'язку велося в секретному порядку відповідно до вимог нормативних актів про захист державної таємниці кожного боку і не розголошувалося, а про випадки використання лінії за її прямим призначенням ставало відомо тільки якщо ті чи інші особи, які мали пряме або непряме відношення до переговорів які велися і не були пов'язані підписками про нерозголошення секретної інформації та іншими формальними обмеженнями, оголошували відомі їм факти переговорів. Нижче наводиться ряд таких випадків, про які стало відомо пресі:
- 5 червня 1967 року — протягом першої доби арабо-ізраїльської війни було передано близько 20 повідомлень.
- 1971 рік — під час посилення конфлікту між Індією і Пакистаном.
- 1979 рік — протест проти введення радянських військ в Афганістан.
- 1986 рік — погроза 40 Президента США Рональда Рейгана Союзу «серйозними і далекосяжними наслідками» з приводу арешту і короткого ув'язнення американського журналіста Ніколаса Данілоффа.
- 31 жовтня 2016 року — «дзвінок» з боку США, зроблений 44 Президентом США Бараком Обамою, з вимогою не втручатися у виборчий процес. Пов'язано це було з «хакерськими атаками» на США, які були незадовго до цього.